# 邁克爾·克拉齊奧斯
迈克尔·约翰·科察卡斯·克拉齐奥斯（英語：Michael John Kotsakas Kratsios，1986年11月7日—）是一位美国企业高管和政府官员。他曾任美国白宫科技政策办公室第四任首席技术官，並同時担任美国总统唐納·川普的首席技术顾问。2020年至2021克拉齐奥斯还曾担任国防部负责研究与工程的代理副部长。
2024年12月22日，美國當選總統當勞·特朗普宣佈提名克拉齊奧斯在第二次特朗普內閣中擔任科學和技術政策辦公室主席。

## 早年生活和教育
克拉齐奥斯的家族来自希腊的沃利索斯、希俄斯岛和卡斯托里亚市。2004年，他毕业于南卡罗来纳州哥伦比亚市的里奇兰东北高中。随后，他进入普林斯顿大学学习，并于2008年获得政治学学士学位和希腊研究证书。克拉齐奥斯完成了长达125页的毕业论文，题为《希腊第三共和国的经济与投票：1985年至2007年希腊选民的总体和个人层面分析》。他曾是北京清华大学的访问学者。

## 职业
大学期间，克拉齐奥斯曾担任美国参议员林賽·格雷厄姆的实习生，并担任《今日商业》主编兼总裁。在普林斯顿大学毕业后，他曾就职于巴克莱银行和来福德国际集团，后来担任Clarium资本管理公司的首席财务官。在加入第一次特朗普政府担任总统副助理之前，克拉齐奥斯曾担任泰尔资本（Thiel Capital）负责人，并担任企业家兼风险投资家彼得·泰爾的幕僚长。

### 白宫
克拉齐奥斯于2017年加入白宮，担任总统技术政策副助理。2019年3月，白宫宣布总统特朗普将提名克拉齐奥斯为下一任美国首席技术官和科学技术政策办公室副主任。2019年8月1日，美国参议院一致投票确认他为第四任美国首席技术官。
在白宫，克拉齐奥斯倡导在美国推广新兴技术。在他的领导下白宫于2017年6月在政府技术周期间主办了美国新兴技术领导力峰会，开启了一项为期多年的努力，旨在优先考虑美国必须确保技术领先地位的领域，以维持强劲的经济并保障国家安全。
克拉齐奥斯领导政府在人工智能和量子信息科学方面的努力。他是美国人工智能计划的设计师，该计划是提升美国在人工智能领域领导地位的国家战略。他还监督了两党共同制定的《国家量子计划法案》，包括在白宫建立新的“国家量子协调办公室”。2020年8月，克拉齐奥斯宣布向研究机构投资10亿美元，以推动美国的人工智能和量子研发。克拉齐奥斯负责制定了首创的一套监管原则，以管理私营部门的AI发展。2020年1月，克拉齐奥斯宣布在白宫成立国家人工智能计划办公室。他还领导白宫努力将无人机纳入国家空域系统，并于2017年10月25日签署了一份总统备忘录，呼吁建立无人机系统 (UAS) 整合试点计划。
2020年3月，克拉齐奥斯发起成立了COVID-19高性能计算联盟，这是有史以来最大的公私计算合作伙伴关系，旨在为研究人员提供全球最强大的计算资源，加快抗击病毒的科学发现步伐。
克拉齐奥斯曾担任美国代表团团长，代表美国出席多个国际论坛，包括在都灵、蒙特利尔和巴黎举行的七国集团技术部长会议以及在阿根廷萨尔塔和日本筑波举行的二十国集团数字经济部长会议。他与包括G7在内的美国盟友合作，在人工智能政策上对抗中国，在他任职期间美国亦加入了全球人工智能伙伴关系。
克拉齐奥斯还领导美国在经合组织制定了《关于人工智能的建议》，这是世界上第一份针对人工智能的政府间政策指南。

### 国防部

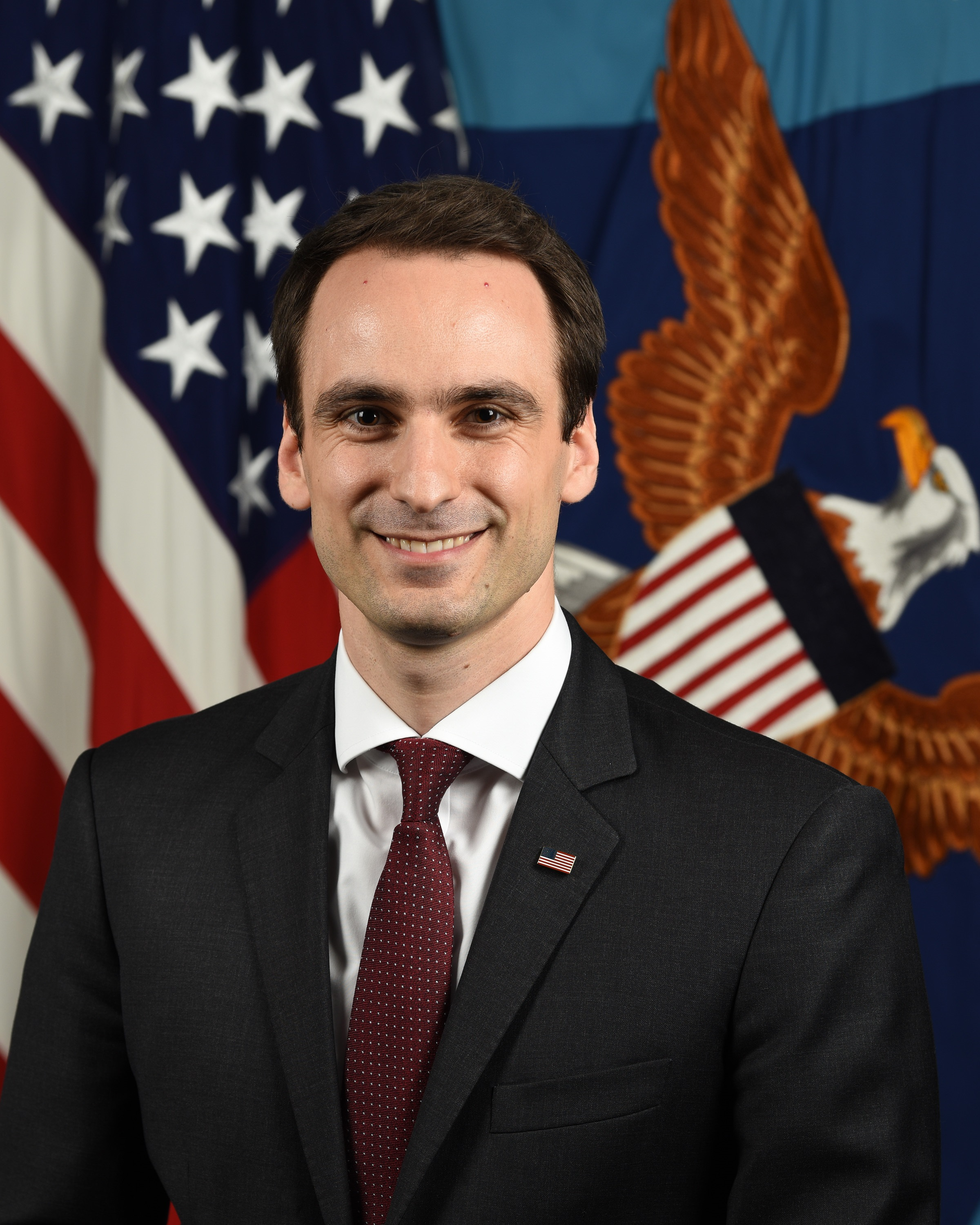
克拉齐奥斯的五角大楼官方照片

2020年7月13日，美国国防部宣布克拉齐奥斯将担任负责研究与工程的代理国防部副部长在这个职位上，克拉齐奥斯担任国防部第三高级别官员和国防部长技术方面的首席顾问，负责监督所有国防研究和工程、技术开发、技术转型、原型活动、实验和开发测试活动和项目。克拉齐奥斯还负责监督国防高级研究计划局、导弹防御局、国防创新部、空间发展局和国防部实验室企业。克拉齐奥斯管理着1060亿美元的研发预算，是世界上研发预算最高的。
克拉齐奥斯主张美国商务部应更好地利用其独特的测试权力来加速创新，加强与初创企业和小型创新者的研发伙伴关系，并加强与美国盟友的战略研发合作。克拉齐奥斯领导了国防部加速5G应用的努力，并于2020年10月宣布拨款6亿美元用于在美国五个军事试验场进行5G实验和测试，这是世界上规模最大的军民两用5G全规模测试。

### Scale AI Inc.
2021年3月，克拉齐奥斯加入数据管理初创公司Scale AI Inc.，担任董事总经理兼战略主管。

## 其他
克拉齐奥斯于2019年入选《财富》杂志“40位40岁以下精英”榜单，并于2020 年被世界经济论坛评为全球青年领袖。克拉齐奥斯获得了国防部杰出公共服务奖章，这是授予非职业联邦雇员或普通公民的最高荣誉奖。克拉齐奥斯还于2020年被希臘正教美國總教區授予“雅科沃斯大主教领导力100卓越奖”